# La Doi Pași
La Doi Pași este o franciză de magazine de proximitate lansată de compania Metro în martie 2012.
În momentul lansării, existau peste 200 de magazine, deținute de mici comercianți independenți, majoritatea în orașe mici și comune. iar la începutul anului 2014 existau peste 600 de magazine.Magazinele deschise în franciză de Metro Cash&Carry au în medie 70 de metri pătrați, însă suprafața poate varia între 40 și 200 mp. "Nu putem coborî sub 40 mp pentru că nu am avea loc să construim un magazin de autoservire", spun reprezentanții companiei germane. Remodelarea unui magazin după conceptul stabilit de Metro costă în medie 14.000 de lei (3.200 de euro). Rețeaua La Doi Pași a depășit borna de 1.800 de magazine la nivel național.  În 2024 a existat peste 2400 de magazine LaDoiPași.